# La Sauzière-Saint-Jean
La Sauzière-Saint-Jean település Franciaországban, Tarn megyében. Lakosainak száma 257 fő (2022. január 1.). La Sauzière-Saint-Jean Salvagnac, Montdurausse, Montgaillard, Puycelsi, Saint-Urcisse és Monclar-de-Quercy községekkel határos.

## Népesség
A település népességének változása:
| Lakosok száma | 257  | 270  | 277  | 267  | 264  | 261  | 260  | 258  | 257  |
|               | 2013 | 2015 | 2016 | 2017 | 2018 | 2019 | 2020 | 2021 | 2022 |